# Mosippa
Mosippa (Pulsatilla vernalis) är en växt som blir 5 till 20 centimeter hög och blommar i april till juni. Ganska sällsynt förekomst på öppen, torr, sandig eller grusig mark. Hybridiserar ytterst sällsynt med backsippa (P vulgaris).

## Fridlysning
Mosippan är fridlyst i hela landet.
Det är förbjudet att:
- Plocka, gräva upp eller på annat sätt ta bort eller skada exemplar av växten.
- Ta bort eller skada frön eller andra delar.

Bestämmelserna om fridlysning av mosippa finns i 8 § artskyddsförordningen. 
Den är landskapsblomma i Härjedalen, Södra Karelen och Oppland fylke. 

## Sverige
I Sverige förekommer mosippan endast i södra halvan av landet och endast sällsynt. Dess naturliga växtplats är torra marker med ljung och eventuellt sparsamt med tall.  